# Flaxcombe
Flaxcombe es un pueblo canadiense situado en la provincia de Saskatchewan.

## Superficie
Flaxcombe tiene una superficie de 1,45 km².

## Demografía
En 2021, tenía 134 habitantes, una densidad poblacional de 92,4 hab./km², y 59 viviendas.